# Eppur Si Muove
Eppur Si Muove ist das dritte Studio- und zugleich Konzeptalbum der Mittelalter-Metal-Band Haggard. Es handelt von Galileo Galilei und bedeutet so viel wie „… und sie (die Erde) bewegt sich doch“, der legendäre Ausspruch des italienischen Philosophen und Astronomen. Es erschien am 26. April 2004, drei Jahre nach dem Livealbum Awaking the Gods und vier Jahre nach dem Studioalbum Awaking the Centuries.

## Songwriting
Asis Nasseri, dem kreativen Kopf der Band, schwebte, als er anfing das Album zu entwickeln, die Thematik von Graf Drakul vor Augen. Er entwickelte also Material dazu, war damit aber nicht zufrieden. Unter anderem, weil das Thema schon von vielen anderen Interpreten aufgegriffen worden ist. Galileo bot sich für Asis an, da er nach eigenen Angaben ein großer Fan von Mittelalter und Astronomie ist und außerdem Italien sehr interessant findet. Deswegen musste das alte Material erst umkomponiert werden. Da das ursprüngliche Thema sehr düster war, fand man dies auch in den Songs wieder, die ausschließlich in Moll gehalten waren. Dadurch ergab sich die Möglichkeit, auch fröhlichere Dur-Elemente zu integrieren, wie man sie zum Beispiel in „Of A Might Divine“ findet. Alle Songs und Kompositionen stammen, mit Ausnahme von „Menuetto In Fa-Minore“ und „Gavotta In Si-Minore“, von Asis Nasseri. Die beiden Lieder sind von Robert von Greding, der aus zeitlichen Gründen bei Haggard nicht mehr mitspielt.

## Herr Mannelig
Asis wählte Herr Mannelig, weil seiner Meinung nach noch keine Band das Stück richtig interpretiert hat. So machte er sich daran, es seinen Vorstellungen entsprechend zu bearbeiten. Asis’ Meinung nach ist das Stück edel und sphärisch, deswegen wählte er bewusst eine ruhige Instrumentation und auch die ausschließliche Verwendung von Opernstimmen diente diesem Zweck. Der ursprünglich schwedische Text wurde ins Italienische umgeschrieben, damit er besser zum Rest des Albums passt. Dieser Song steht inhaltlich in keinem direkten Bezug zu der übrigen Thematik. Eine Zeit lang überlegte Asis, das Stück dem Album anzupassen, entschied sich dann allerdings dagegen, da es sonst zu viel seiner Identität verloren hätte. Es wurden zwei unterschiedliche Versionen vertont, da Haggard oft von Journalisten und Radiosendern gefragt wurden, ob es von der Band nicht auch ein kurzes, eingängiges Stück gäbe. Die short version ist nur deshalb länger als die long version weil diese nach dem dreiminütigen Lied eine Pause und danach noch ein 50-sekündiges klassisches, orchestrales und instrumentales Stück beinhaltet.

## Titelliste
1. All’inizio è La Morte – 6:50 (Text und Musik: Asis Nasseri)
2. Menuetto In Fa-Minore – 1:16 (instrumental – Musik: Robert von Greding)
3. Per Aspera Ad Astra – 6:40 (Text und Musik: Asis Nasseri)
4. Of a Might Divine – 8:20 (Text und Musik: Asis Nasseri)
5. Gavotta In Si-Minore – 0:58 (instrumental – Musik: Robert von Greding)
6. Herr Mannelig – 4:50 (Text: Asis Nasseri; Musik: traditionell)
7. The Observer – 4:40 (Text und Musik: Asis Nasseri)
8. Eppur Si Muove – 8:19 (Text und Musik: Asis Nasseri)
9. Larghetto/Epilogo Adagio – 2:13 (instrumental – Musik: Hans Wolf)
10. Herr Mannelig (short version) – 6:10 (Text: Asis Nasseri; Musik: traditionell)

## Rezension
Kritiker loben das Album, nicht zuletzt weil Haggard klassische und Metal-typische Parts gekonnt miteinander verknüpft.

„Galileo lebte zur Zeit der Renaissance und des Barock, so dass es nicht verwundert, dass auf der CD verstärkt barocke Klänge zu hören sind, die nahezu perfekt eine Atmosphäre erzeugen, bei der man sich wirklich ins 17. Jahrhundert zurückversetzt fühlt.“

„Ein weiteres Meisterwerk mittelalterlich-klassischer Musik, gepaart mit polternden Death-Metal-Riffs, wartet darauf, von euch erstanden zu werden. Auch diese musikalische Reise ins finstere Mittelalter ist ein Geniestreich aus der Feder Asis´, der es wie kein Zweiter versteht, klassische Elemente und aggressiven Metal in nie gehörter Harmonie und Glaubwürdigkeit zu kombinieren.“

„Alle Lieder werden zeitlich nacheinander angesetzt, so dass man das Leben des Galilei vom ersten bis zum letzten Track vor seinen Augen ablaufen sieht.“

## Musiker
| - Asis Nasseri (Gitarre, Grunts, Gesang) - Luz Marsen (Schlagzeug) - Andreas Hemberger (Akustik- und E-Gitarre) - Robin Fischer (Bass) - Gaby Koss (Sopran) - Veronika Kramheller (Sopran) - Fiffi Fuhrmann (Tenor, Krummhorn) - Hans Wolf (Klavier, Orgel, Cembalo) - Judith Marschall (Violine) - Michael Stapf (Violine) - Steffi Hertz (Bratsche) - Kathrin Hertz (Violoncello) - Patricia King (Violoncello) - Anna Batke (Flöte) - Johannes Schleiermacher (Violoncello) - Ivica Kramheller (Violine) - Florian Bartl (Oboe) - Andreas Peschke (Tenor, Flaute) - Mark Pendry (Klarinette) - Michael Schumm (Kesselpauke, Tamburo) | - Anna Reitmeir (Violoncello) - Matthias Kirchgessner (Gitarre) - Dieter Roth (Akustik- und E-Gitarre) - Laura Belli (Sopran) - Maria Klaus (Sopran) - Saverio Suarez (Tenor) - Matthias Utz (Bariton) - Dorothea Zelinsky (Violine) - Marcus van Langen (Gesang) - Miguel Michin (Waldhorn) |